# Elyra identifascia
Elyra identifascia là một loài bướm đêm trong họ Noctuidae.